# (165612) Stackpole
(165612) Stackpole ist ein Asteroid des mittleren Hauptgürtels, der am 15. November 2003 vom US-amerikanischen Amateurastronomen David Healy an dem von ihm gegründeten Junk Bond Observatory in Sierra Vista, Arizona (IAU-Code 701) entdeckt wurde. Sichtungen des Asteroiden hatte es vorher schon am 12. November 1999 unter der vorläufigen Bezeichnung 1999 VJ231 an der Lincoln Laboratory Experimental Test Site (ETS) in Socorro, New Mexico gegeben.
(165612) Stackpole wurde am 21. März 2008 nach dem Science-Fiction-Autor Michael A. Stackpole benannt, der in Arizona lebt.